# Czarny Las (obwód wołyński)
Czarny Las (ukr. Чорний Ліс, Czornyj Lis) – wieś na Ukrainie, w obwodzie wołyńskim, w rejonie łuckim.